# Bakovići, Kolašin
Bakovići este un sat din comuna Kolašin, Muntenegru. Conform datelor de la recensământul din 2003, localitatea are 118 locuitori (la recensământul din 1991 erau 111 locuitori).

## Demografie
În satul Bakovići locuiesc 80 de persoane adulte, iar vârsta medie a populației este de 32,3 de ani (30,0 la bărbați și 34,8 la femei). În localitate sunt 36 de gospodării, iar numărul mediu de membri în gospodărie este de 3,28.
|  |

| Demografie | Demografie | Demografie |
| An         | Locuitori  | Locuitori  |
| ---------- | ---------- | ---------- |
|            |            |            |
|            |            |            |
|            |            |            |
|            |            |            |
| 1948       | 90         |            |
| 1953       | 109        |            |
| 1961       | 101        |            |
| 1971       | 78         |            |
| 1981       | 101        |            |
| 1991       | 111        | 110        |
| 2003       | 118        | 118        |

| \| Componența etnică conform recensământului din 2003[2] \| Componența etnică conform recensământului din 2003[2] \| Componența etnică conform recensământului din 2003[2] \| Componența etnică conform recensământului din 2003[2] \| Componența etnică conform recensământului din 2003[2] \| \| ----------------------------------------------------- \| ----------------------------------------------------- \| ----------------------------------------------------- \| ----------------------------------------------------- \| ----------------------------------------------------- \| \| \| \| \| \| \| \| Muntenegreni \| Muntenegreni \| \| 95 \| 80,5% \| \| Sârbi \| Sârbi \| \| 18 \| 15,25% \| \| Iugoslavi \| Iugoslavi \| \| 2 \| 1,69% \| \| necunoscută \| necunoscută \| \| 0 \| 0% \| |              |  |    |        |
| Componența etnică conform recensământului din 2003 |              |  |    |        |
| |              |  |    |        |
| Muntenegreni | Muntenegreni |  | 95 | 80,5%  |
| Sârbi | Sârbi        |  | 18 | 15,25% |
| Iugoslavi | Iugoslavi    |  | 2  | 1,69%  |
| necunoscută | necunoscută  |  | 0  | 0%     |